# Michel Bucy
Cet article court présente un sujet plus développé dans : Louis XII.
Pour les articles homonymes, voir Bucy.
Ne doit pas être confondu avec l'écrivain Michel Bussi.
Michel Bucy ou Bussy ou de Bucy (Paris, en 1489 - 8 février 1511), est un fils illégitime du roi de France Louis XII, et d'une inconnue.

## Biographie
Il est destiné à l'état ecclésiastique et, à l'âge de 22 ans alors qu'il n'est encore que sous-diacre, il est élu archevêque de Bourges en 1505, succédant ainsi à Guillaume de Cambrai.
À sa mort prématurée en 1511, le siège épiscopal reste vacant six mois avant que l'écossais Andrew Forman, évêque de Moray, ne reçoive l'archevêché.